# Shades of Purple
Shades of Purple är debutalbumet av den norska popduon M2M, utgivet i mars 2000 på Atlantic Records. Det producerades av Peter Zizzo, Per Magnusson och David Kreuger.
"Don't Say You Love Me", Mirror Mirror och "Everything You Do" släpptes som singlar.

## Låtlista
| Nr  | Titel                     | Kompositör                                                                                 | Längd |
| --- | ------------------------- | ------------------------------------------------------------------------------------------ | ----- |
| 1.  | Don't Say You Love Me     | Jimmy Bralower, Marit Larsen, Marion Raven, Peter Zizzo                                    | 3:46  |
| 2.  | The Day You Went Away     | Larsen, Raven, Matt Rowe                                                                   | 3:43  |
| 3.  | Girl in Your Dreams       | Raven                                                                                      | 3:31  |
| 4.  | Mirror Mirror             | Dave Deviller, Sean Hosein, Pamela Sheyne                                                  | 3:21  |
| 5.  | Pretty Boy                | Bottolf Lødemel, Nora Skaug                                                                | 4:40  |
| 6.  | Give a Little Love        | Larsen, Raven, Rowe                                                                        | 3:59  |
| 7.  | Everything You Do         | Lars Aass, Larsen, Raven                                                                   | 4:02  |
| 8.  | Don't Mess with My Love   | Larsen, Shelly Peiken, Raven, Guy Roche                                                    | 3:44  |
| 9.  | Dear Diary                | Larsen, Raven, Sheyne, Greg Wells                                                          | 3:58  |
| 10. | Do You Know What You Want | Full Force, Larsen, Raven                                                                  | 4:06  |
| 11. | Smiling Face              | Larsen, Raven, Rowe                                                                        | 4:15  |
| 12. | Our Song                  | Barry Gibb, Maurice Gibb, Robin Gibb, Robert Jazayeri, Larsen, Sean "Mystro" Mather, Raven | 3:54  |
| 13. | Why                       | Larsen, Raven, Seger                                                                       | 4:20  |